# The Bird Returns

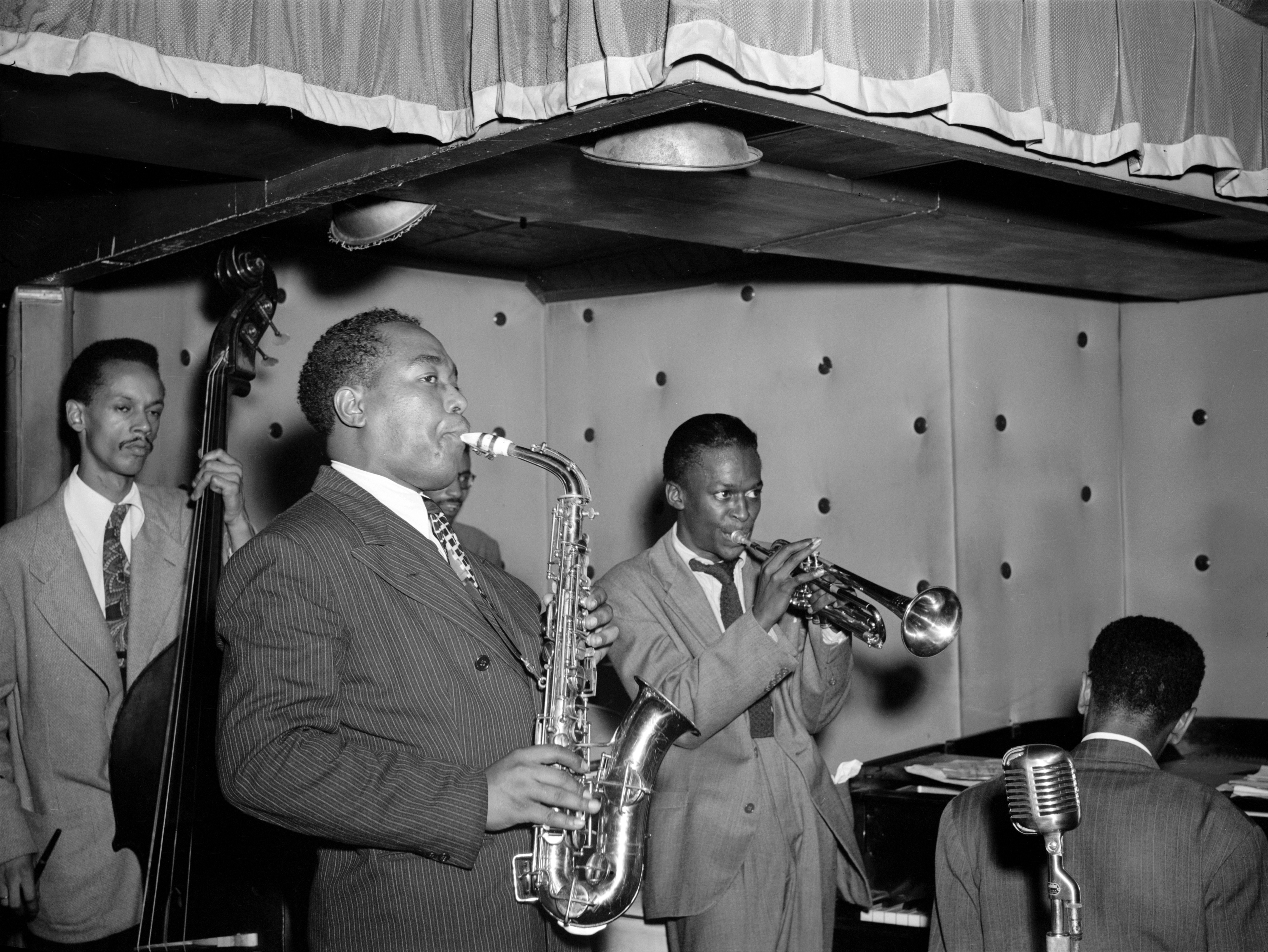
Charlie Parker, Tommy Potter, Miles Davis, Duke Jordan, Max Roach ca. August 1947.
Fotografie von William P. Gottlieb.

The Bird Returns ist ein Jazz-Album von Charlie Parker aus dem Jahr 1962, aufgenommen von September 1948 bis März 1949 im New Yorker Jazzclub Royal Roost und veröffentlicht auf Savoy Records.

## Die Royal Roost Sessions 1948/49
Das Royal Roost war gegen Ende der 1940er Jahre eines jener Tanzpaläste, so die Parker-Biographen Peter Niklas Wilson und Ulfert Goeman, die den Anfang und das Ende der „Street“, jenen Jazzclubs der 52nd Street, markierten. Es war zunächst ein Kellerrestaurant gewesen und dann in einen Jazzclubs umgewandelt worden. In die erste Zeit des Engagements des Charlie-Parker-Quintetts im Royal Roost fiel die Entscheidung des Savoy-Labels, weitere Studioaufnahmen mit Parker in den Nola-Studios anzusetzen; so entstanden am 18. September 1948 „Barbados“, „Constellation“ und „A-Leu-Cha“ als letzte Studioaufnahmen für Savoy. Das Plattenlabel nutzte die Auftritte der Band im Royal Roost, die im Radio übertragen wurden, für spätere Veröffentlichungen.
Der erste dokumentierte Auftritt der Band mit Parker, Miles Davis, Tadd Dameron, Curley Russell und Max Roach fand am 4. September 1948 statt; dabei wurde u. a. der Parker-Klassiker „Ko-Ko“ aufgenommen, der später auf The Bird Returns veröffentlicht wurde.
Im Dezember spielte Parker gleich viermal bei den Royal-Roost-Sessions, diesmal mit dem Pianisten Al Haig, der Duke Jordan ersetzte, sowie dem Bassisten Tommy Potter und Max Roach als Rhythmusgruppe. Das Programm dieser Auftritte, die ab Dezember im wöchentlichen Turnus jeweils Freitag abends stattfanden und über den örtlichen Rundfunk übertragen wurden, bestand in der Regel aus den Bebop-Klasikern „Ornithology“, „Out of Nowhere“,
Monks „52nd Street Theme“, „Scrapple from the Apple“, den Gillespie-Nummern „Groovin’ High“ und „A Night in Tunisia“ sowie Tadd Damerons „Hot House“ und dem damals aktuellen Frank-Loesser-Hit „On a Slow Boat to China“.
Am 24. Dezember fanden sich die Musiker zum Christmas Broadcast ein; ungefähr ab diesem Zeitpunkt war für Miles Davis der Trompeter Kenny Dorham in der Band, ab 1. Januar 1949 kam für Roach kurzzeitig Joe Harris, ein Bigband-Schlagzeuger.
An diesem Tag fand zusätzlich zum regulären Auftritt eine All-Stars Jam Session von Parkers Band mit Conte Candoli, Bennie Green, Charlie Ventura u. a. statt; am 15. Januar gab es wieder die wöchentlichen Royal-Roost-Übertragungen; so wurde am 12. Februar „Barbados“ aufgenommen, am 26. Februar „Scrapple from the Apple“. An diesem Auftritt wirkten außer Parkers regulärer Band noch der Vibraphonist Milt Jackson und der Tenorsaxophonist Lucky Thompson mit, zu hören in „Half Nelson“ (auf The Bird Returns) und „Night in Tunisia“ (auf Newly Discovered Sides...). Hinzu kamen als Gäste die Bebopsänger Dave Lambert und Buddy Stewart mit ihrem Titel „What’s This?“.
Diese All-Stars-Besetzung spielte auch am 5. März und das letzte Mal am 12. März, als „Slow Boat to China“ (auf Newly Discovered Sides...) mit einem relaxt spielenden Charlie Parker aufgenommen wurde. Bei dieser letzten Royal-Roost-Session wurde auch Parkers Komposition „Cheryl“ gespielt; mit „Chasin' the Bird“ wurde dann im Royal Roost „eine Ära 'ausgeläutet'“, so Wilson/Goeman, „und auch das Kapitel Savoy/Dial beendet“. Zu diesem Zeitpunkt war Charlie Parker schon bei Mercury Records unter Vertrag und hatte mit seiner Band Titel wie „Passport“, „Segment“ und „Visa“ aufgenommen, die später auf Bird: The Complete Charlie Parker on Verve erschienen.

## Editorische Hinweise
Einige der Aufnahmen erschienen zunächst Ende der 1950er Jahre auf dem Savoy-Album The Bird Returns (Savoy MG 12179 bzw. CY-78810), kurz darauf auf dem Savoy-Album Newly Discovered Sides by (the Immortal) Charlie Parker (Savoy MG 12186 bzw. SV-0156). Wilson und Goeman sprechen angesichts der vielen Editionen der Royal-Roost-Aufnahmen, wie auf Savoy, Le Jazz, Archive of Folk and Jazz Music u. a., von den verwirrendsten und irreführendsten der Parker-Diskographie.
In späteren Jahren erschienen die Royal-Roost-Mitschnitte bei Savoy/RCA auf drei LPs mit dem Titel Bird at the Roost – The Savoy Years – The Complete Royal Roost Performances (Vol. 1 – WL 70541; Vol. 2 – WL 70825; Vol. 3 – WL 70831) sowie innerhalb der Edition Live Performances (ESP-Disk, 1947/48). Inzwischen liegen die Aufnahmen in Form von vier CDs als Complete Savoy Live Performances: Sept. 29, 1947–Oct. 25, 1950 vor.

## Bewertung
In der Ausgabe des Penguin Guide to Jazz von 1994 zählten Richard Cook und Brian Morton die Royal-Roost-Mitschnitte neben den Savoy- und Dial-Studioaufnahmen, der Dean-Benedetti-Collection und den späteren Aufnahmen für Mercury zu den wichtigeren Veröffentlichungen des Altsaxophonisten. In der unüberschaubaren Anzahl von airshots, den Radioübertragungen und Live-Aufzeichnungen unterschiedlichster Qualität seien die Savoy-Alben, vor allem The Bird Returns am bedeutendsten, der sie die höchste Bewertung verliehen. Sie sehen es als positiv an, dass die Zwischenansagen von Symphony Sid Torin aus der Edition eliminiert worden seien, auch wenn dies auf Kosten der Wiedergabe der Live-Atmosphäre
gegangen sei. Die Autoren heben auch das Spiel von Miles Davis in der Live-Situation hervor, das konsistenter als bei den Studio-Aufnahmen dieser Zeit sei. Die Befreiung von dem Drei-Minuten-Limit der 78er Aufnahmen tue auch dem Spiel Charlie Parkers gut, der sich in den Titeln, die in der Regel 3 bis 5 Minuten dauerten, regelrecht freispiele; sie erkennen „ein spürbares Gefühl der Entspanntheit“ bei Parker.

## Die Titel
The Bird Returns (Savoy MG 12179 / SV 0154)
1. „Chasin’ the Bird“ 6:28 (12. März 1949)
2. „Thriving from a Riff“ 5:40 (26. Februar 1949)
3. „Koko“ 2:32 (4. September 1948)
4. „Half Nelson“ 3:22 (26. Februar 1949)
5. „Scrapple from the Apple“ 4:39 (26. Februar 1949)
6. „Cheryl“ 3:27 (12. März 1949)
7. „Barbados“ 3:53 (12. Februar 1949)

Newly Discovered Sides by Charlie Parker (Savoy MG 12186 / SV 0156)
1. „52nd Street Theme“ (Monk) 4:17 (4. September 1948)
2. „Night in Tunisia“ (Gillespie) 4:41 (26. Februar 1949)
3. „Slow Boat to China“  (Frank Loesser) 3:44 (3. März 1949)
4. „Groovin’ High“ (Gillespie) 4:52 (11. Dezember 1948)
5. „Big Foot“ (a/k/a Air Conditioning, Drifting on a Reed) 4:45 (11. Dezember 1948)
6. „Hot House“ (Tadd Dameron) 4:23 (11. Dezember 1948)

## Die Royal-Roost-Auftritte in chronologischer Folge
- 4. September 1948 – Parker, Miles Davis, Tadd Dameron, Curley Russell, Max Roach – 52nd Street Theme, Koko
- 11. Dezember 1948 – Parker, Miles Davis, Al Haig, Tommy Potter, Max Roach – Groovin´ High, Big Foot, Ornithology, Slow Boat to China
- 12. Dezember 1948 – dto. (zusätzlich Ch. Parker (voc) bei Salt Peanuts) – Hot House, Salt Peanuts
- 18. Dezember 1948 – dto. – Chasin´ the Bird, Out of Nowhere, How High the Moon
- 25. Dezember 1948 – Christmas Broadcast mit Parker, Kenny Dorham, Al Haig, Tommy Potter, Max Roach – Half Nelson, White Christmas, Little Willie Leaps
- 1. Januar 1949 – The New Years Eve Broadcast, mit Parker, Dorham, Haig, Potter, Joe Harris  – Be-bop, Slow Boat to China, Ornithology, Groovin´ High, East of the Sun, Cheryl (sowie Conte Candoli, Bennie Green, Flip Phillips, Charlie Ventura, Shelley Manne, Ed Shaughnessy bei How High the Moon)
- 15. Januar 1949 – dto. – Scrapple from the Apple, Be-Bop, Hot House
- 22. Januar 1949 – Parker, Dorham, Haig, Potter, Max Roach – Scrapple from the Apple, Oop Bop Sh´Bam, Salt Peanuts
- 29. Januar 1949 – dto. – Groovin´ High
- 5. Februar 1949 – dto. – Scrapple from the Apple, Barbados, salt Peanuts
- 12. Februar 1949 – dto. – Scrapple from the Apple, Barbados, Be-Bop
- 19. Februar 1949 – dto. – Groovin´ High, Confirmation, Salt Peanuts
- 26. Februar 1949 – Parker, Dorham, Haig, Potter, Roach und Milt Jackson, Lucky Thompson, sowie Dave Lambert und Buddy Stewart auf Deedle, What’s ThisHalf Nelson, Night in Tunisia, Scrapple from the Apple, Deedle, What’s This
- 5. März 1949 – Parker, Dorham, Haig, Potter und Roach sowie Milt Jackson, Lucky Thompson, sowie Dave Lambert und Buddy Stewart auf Hurry Home Cheryl, Anthropology, Hurry Home, Deedle, Royal Roost Bop (All the Things You Are)
- 12. März 1949 – Parker, Dorham, Haig, Potter, Roach sowie Milt Jackson und Lucky Thompson – Cheryl, Slow Boat to China, Chasin´ the Bird[7]